# Margit Sponheimer

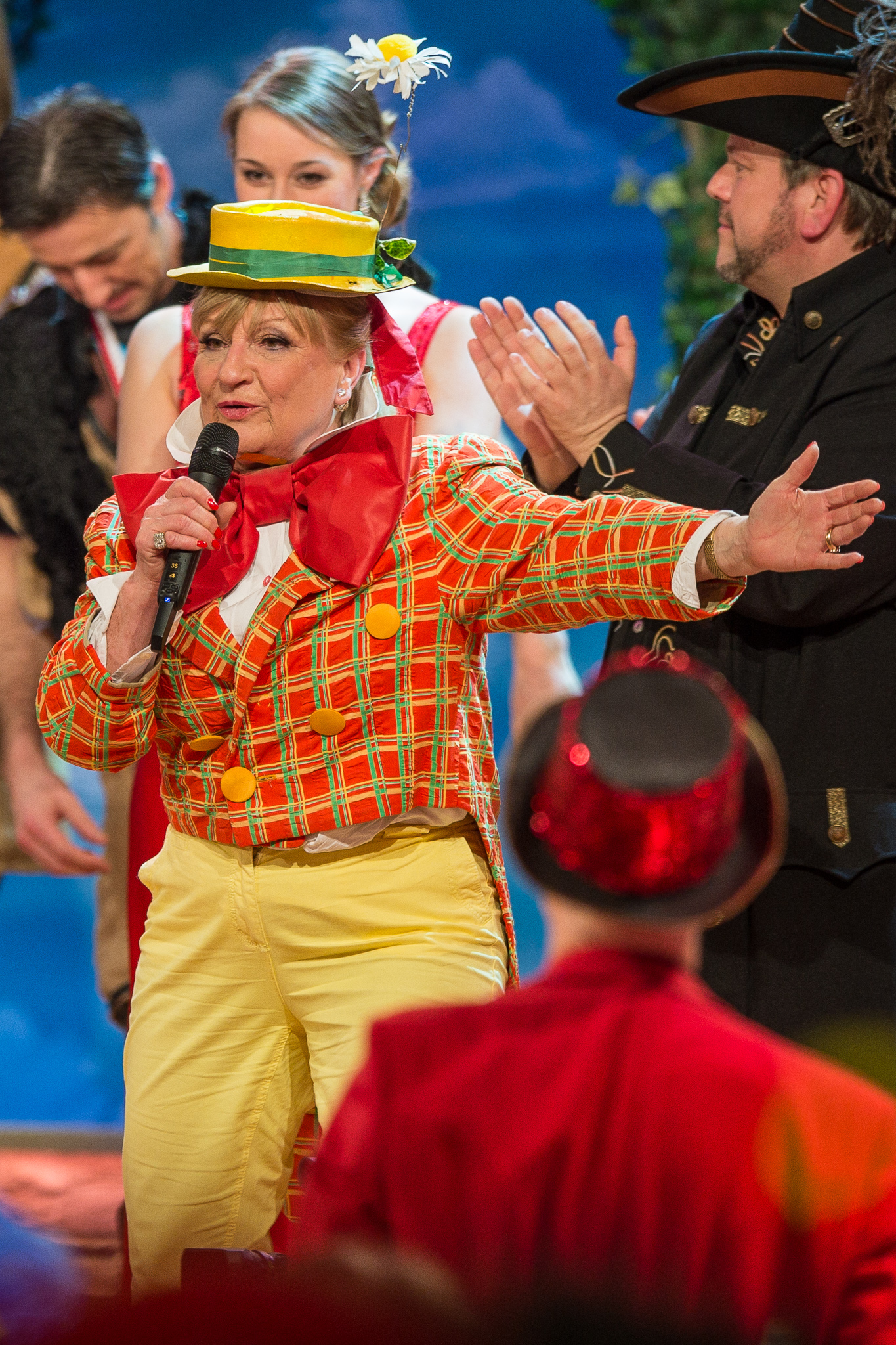
Margit Sponheimer bei der Fastnacht in Franken 2017

Margit Sponheimer (* 7. Februar 1943 in Frankfurt am Main) ist eine deutsche Sängerin und Schauspielerin. Sie wurde vor allem durch ihre Auftritte in der Mainzer Fastnacht bekannt und 2018 zur Ehrenbürgerin von Mainz ernannt.

## Leben
Margit Sponheimer lernte Akkordeon und Klavier spielen und bekam eine Gesangsausbildung. Nach der Schule machte sie eine kaufmännische Ausbildung.
Im Jahr 1959, kurz nach ihrem 16. Geburtstag, hatte sie ihren ersten Auftritt bei der Mainzer Fastnacht. Mit ihren Stimmungsliedern wurde sie zum Dauergast und hatte 1969 ihren großen Erfolg mit Am Rosenmontag bin ich geboren, komponiert von Charly Niessen. Das Lied gehört zu den Evergreens fastnachtlicher Schlager.
In der Realität trifft die Aussage des Liedes aber nicht auf Margit Sponheimer zu, da sie einerseits in Frankfurt am Main geboren wurde, andererseits der Rosenmontag in ihrem Geburtsjahr auf den 8. März fiel, also eben nicht auf ihren Geburtstag, den 7. Februar 1943.
Auch zahlreiche andere Titel wurden zu Hits. Neben Sologesängen sang sie auch im Duett mit Ernst Neger und anderen. Bei ihren Auftritten erhielt sie bald den Spitznamen „’s Margitsche“. Seit 1961 ist sie Mitglied bei der Mainzer Garde der Prinzessin.
Sie ist auch als Schauspielerin bekannt und immer wieder auf Theaterbühnen zu sehen. So trat sie zum Beispiel regelmäßig in volkstümlichen Stücken am Volkstheater Frankfurt auf. Unter anderem spielte sie dort auch die Miss Sophie in der Fernsehaufzeichnung der hessischen Version von Dinner for One.
Sponheimer hatte 2008 in drei Folgen der Serie Die Fallers einen Gastauftritt. 2013 erhielt sie den Saumagen-Orden. Von 2006 bis 2020 spielte sie im Mainzer Unterhaus in den Musicals Feucht & Fröhlich (bis 2018) sowie Johannes Gutenberg (UA 2019, bis 2020), beide von Frank Golischewski.
Das Gutenberg Musical hatte im Januar 2019 im Mainzer Unterhaus Premiere. Margit Sponheimer spielt darin eine Fremdenführerin in Mainz und muss dem vom Sockel herabgestiegenen Johannes Gutenberg die Moderne erklären.  Im Juni 2022 wurde das Gutenberg Musical nach der Corona-Pandemie im Garten der Villa Mumm in Eltville am  Rhein als Open-Air-Stück aufgeführt.
Sie lebt in der rheinhessischen Land- und Winzergemeinde Ober-Olm.
Im Februar 2020 gab sie bekannt, dass sie nicht mehr als aktive Fastnachterin auftreten wird und die Kampagne 2019/2020 den Abschluss ihrer aktiven Zeit als Fastnachterin bildet.
Im Januar 2023 trat sie dennoch bei der SWR 4 Radiofastnacht im Kurfürstlichen Schloss in Mainz auf. Darüber hinaus trat sie im Januar 2023 in Mainz-Finthen mit ihrem Programm Margit Sponheimer mit Frank Golischewski am Klavier – Wo bleibt mein Rosengarten? auf, das im November 2023 fortgesetzt wird.
In der aktuellen Musiktheaterproduktion Le Villi/Pagliacci am Staatstheater Mainz ist Margit Sponheimer in Videoeinspielern als geheimnisvolle Verführerin zu sehen, die die Hauptfigur Roberto bei seiner Reise nach Mainz untreu werden lässt.
In der Jubiläumssendung 70 Jahre "Mainz bleibt Mainz, wie es singt und lacht" vom 28. Februar 2025 sang sie noch einmal ihren erstmals 1969 gesungenen Hit, "Am Rosenmontag bin ich geboren".

## Ehrungen
Am 5. September 2007 bekam Sponheimer vom rheinland-pfälzischen Ministerpräsidenten Kurt Beck das Bundesverdienstkreuz überreicht, weil sie „Millionen Menschen mit ihren Liedern begeistert“ habe, „auf dem närrischen Parkett eine Männerdomäne durchbrochen habe“ und „regelmäßig in Krankenhäusern und Seniorenheimen“ auftrete.
Seit dem 7. Februar 2018, ihrem 75. Geburtstag, ist sie Ehrenbürgerin von Mainz als „Botschafterin der Mainzer Lebensfreude“.
Im gleichen Jahr ehrte sie der Mainzer Carneval-Verein mit seinem Zugplakettcher: Einem Narrenmond, der Margit Sponheimers Hit Am Rosenmontag bin ich geboren spielte.
Am 24. Juni 2018 wurde sie auf der Mainzer Johannisnacht „gegautscht“: Bei dem Ritual zu Ehren der Buchmacherzunft werden Lehrlinge am Ende ihrer Lehrzeit traditionell von Druckerschwärze reingewaschen. Jedes Jahr bei der Mainzer Johannisnacht werden aber auch Prominente ehrenhalber "gegautscht", also in einem überdimensionierten Bottich mit Wasser auf offener Bühne getunkt. Auf der Johannisnacht 2018 widerfuhr diese Ehre Margit Sponheimer.
Sie ist seit 2020 Trägerin des „Ranzengardebrunnens“ der Mainzer Ranzengarde.

## Erfolgstitel
- Gell, du hast mich gelle gern, 1965
- So wie mein Papa, 1968
- Das goldig Meenzer-Mädche’, 1968
- Am Rosenmontag bin ich geboren, 1969
- Zupft euch mal am Öhrchen, 1970
- En Mann muss man verwöhnen, 1972
- Kille, kille, lach doch mal, 1972
- Mein lieber Karl, 1975
- So nen Mann gibt’s nur beim Bäcker, 1976
- En ganze Korb voll Grünes, 1983
- Wähle 06131

## Diskografie
Alben (Auswahl):
- Ein Mensch wie du und ich
- Gell, du hast mich gelle gern, 1967
- Von Herz Zu Herz, 1967
- Margit Sponheimer singt Toni Hämmerle, 1969
- Gell, du hast mich gelle gern – Margit Sponheimer singt Toni Hämmerle, 2010

### EPs
- Auf neuen Wegen, 1995